# Hannah John-Kamen
Hannah Dominique E. John-Kamen (Anlaby, Yorkshire del Este; 6 de septiembre de 1989), más conocida como Hannah John-Kamen, es una actriz británica. Es famosa por su papel de Dutch en la serie del canal Syfy Killjoys, de Viva en el musical Viva Forever y por interpretar a F'Nale Zandor en la película Ready Player One. También es reconocida por interpretar a la viuda Dothraki en la popular serie de HBO Game of Thrones, por aportar la voz de Sweet Shalquoir en el videojuego Dark Souls II, por su papel de Sonja en el episodio «Playtest» de la serie británica Black Mirror y su rol en el Universo Cinematográfico de Marvel como Ava Starr / Ghost en Ant-Man and the Wasp y Thunderbolts*.

## Biografía
John-Kamen nació en Anlaby, Yorkshire del Este, la más joven de tres hijos de un médico forense nigeriano y de una modelo noruega. Cursó estudios primarios en la población de Kirk Ella, en Kingston upon Hull, y recibió sus estudios secundarios en el Colegio Hull, estudiando teatro en Londres tras graduarse. En 2012 se graduó como actriz de la Escuela Central de Artes Dramáticas. 
Ha aparecido en las series de televisión Misfits (2011), Black Mirror (2011), Whitechapel (2012), The Syndicate (2012), The Midnight Beast (2012) y The Hour (2012).

## Filmografía

### Cine
| Año  | Título                                              | Papel             | Director         | Notas |
| ---- | --------------------------------------------------- | ----------------- | ---------------- | ----- |
| 2015 | Star Wars: Episodio VII - El despertar de la Fuerza | Oficial           | J.J. Abrams      |       |
| 2018 | Tomb Raider                                         | Sophie            | Roar Uthaug      |       |
| 2018 | Ready Player One                                    | F'Nale Zandor     | Steven Spielberg |       |
| 2018 | Ant-Man and the Wasp                                | Ava Starr / Ghost | Peyton Reed      |       |
| 2020 | SAS: Red Notice                                     | Dr. Sophie Hart   | Magnus Martens   |       |
| 2021 | Resident Evil: Bienvenidos a Raccoon City           | Jill Valentine    | Johannes Roberts |       |
| 2023 | Unwelcome                                           | Maya              | Jon Wright       |       |
| 2025 | Thunderbolts*                                       | Ava Starr / Ghost | Jake Schreier    |       |

### Televisión
| Año       | Título                              | Papel                     | Notas                                             |
| --------- | ----------------------------------- | ------------------------- | ------------------------------------------------- |
| 2011      | Misfits                             | Carly                     | Episodio #3.6                                     |
| 2011      | Black Mirror                        | Selma Telse               | Episodio: «Fifteen Million Merits»                |
| 2012      | Whitechapel                         | Roxy                      | 2 episodios                                       |
| 2012      | The Syndicate                       | Asistente                 | Episodio #1.2                                     |
| 2012      | The Midnight Beast                  | Chica de la pizza         | Episodio: «Someone Called Sam»                    |
| 2012      | The Hour                            | Rosa María Ramírez        | 4 episodios                                       |
| 2014      | Death in Paradise                   | Yasmin Blake              | Episodio 6                                        |
| 2014      | Happy Valley                        | Justine                   |                                                   |
| 2015      | Cucumber                            | Violet                    |                                                   |
| 2015      | The Ark                             | Nahlab                    | Película para televisión                          |
| 2015      | Banana                              | Violet                    |                                                   |
| 2015–2019 | Killjoys                            | Dutch / Aneela            | Personaje principal                               |
| 2016      | The Tunnel                          | Rosa Persaud              |                                                   |
| 2016      | Game of Thrones                     | Ornela                    | Episodios: «Oathbreaker» y «Book of the Stranger» |
| 2016      | Black Mirror                        | Sonja                     | Episodio: «Playtest»                              |
| 2019      | The Dark Crystal: Age of Resistance | Naia (voz)                | 5 episodios                                       |
| 2020      | The Stranger                        | La extraña                | 8 episodios                                       |
| 2020      | Brave New World                     | Whilhelmina "Helm" Watson |                                                   |